# Hydriomena nigrescens
Hydriomena nigrescens är en fjärilsart som beskrevs av Friedrich von Huene 1907. Hydriomena nigrescens ingår i släktet Hydriomena och familjen mätare. Inga underarter finns listade i Catalogue of Life.